# 리처드 포스너

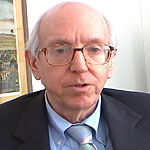
Posner (2006)

리처드 앨런 포스너(1939년 1월 11일 ~ )는 미국의 법학자이자 경제학자이다. 그는 법경제학 분야의 주요 인물로, 미국에서 가장 영향력있는 법률 학자 중 한 명으로 널리 알려져 있다.
포스너는 그의 학문적 범위와 그의 주요 분야 인 법 이외의 주제에 대한 글쓰기로 유명하다. 그는 다양한 글과 책에서 동물권 주제, 페미니즘, 마약 금지, 동성 결혼, 케인스 경제학 및 학문적 도덕 철학 등을 주제로 다루었다.

## 젊은 시절과 교육
Richard Posner는 1939년 1월 11일 뉴욕시에서 태어났다. 그의 아버지의 가족은 루마니아계 유대인 출신이고, 그의 어머니의 가족은 오스트리아 비엔나 출신의 아슈케나즈 유대인이었다. 고등학교를 마친 후, 포스너는 예일 대학교로 진학해 영문학을 전공으로 1959년 최우수 졸업했다. 대학 졸업 후 바로 하버드 로스쿨로 진학해 1962년 수석으로 로스쿨을 졸업했다.
1962-63년 기간 동안 미국 대법원의 윌리엄 J. 브레넌 법무 장관을 역임 한 후, 포스너는 연방 무역 위원장 필립 엘만의 변호사-고문으로 일했다. 그는 나중에 연방 무역위원회가 폐지되어야 한다고 주장했다. 그는 계속해서 미국 법무부에서 서굿 마셜의 밑에서 일했다.

## 법률 경력
1968년 포스너는 스탠퍼드 로스쿨에서 교수 생활을 시작했다. 그 후 1969년 포스너는 시카고 대학교 로스쿨로 옮겼고 현재까지도 시카고 대학교 로스쿨에서 학생들을 가르치고 있다.
1981년 10월 27일 포스너는 로널드 레이건 대통령에 의해 연방 제7순회 항소 법원 판사로 지명되었다. 그는 1993년부터 2000년까지 그 연방 항소법원의 판사로 재직하면서 시카고 대학교 로스쿨에서 강사로도 일했다. 포스너 판사는 2017년 9월 2일에 연방 항소법원에서 은퇴했다.
포스너는 철학에서의 실용주의자이며 법적인 방법론에서의 경제학자이다. 그는 법과 경제, 법과 문학, 연방 사법, 도덕 이론, 지적 재산권, 독점 금지법, 공공 지식인 및 법제사를 포함한 광범위한 주제에 관한 많은 논문과 책을 저술했다. 그는 2000년 미국 대통령 선거 재회 논란, 빌 클린턴의 모니카 르윈스키와의 관계, 탄핵 절차,, 2003년 이라크 침공 등 다양한 현행 사건에 대해 글을 쓰는 것으로 잘 알려져 있다 .

## 법적, 철학적 입장
포스너가 젊을 때인 1960년대에 윌리엄 J. 브레넌 (William J. Brennan)의 법률 서기로서 그는 일반적으로 리버럴로 간주되었다. 그러나 1960년대 후반, 점점 보수주의적이 되었다. 그는 시카고 학파 경제학자 아론 디렉터와 조지 스티글러와 만났다. 포스너는 1973년 저술 인 The Economic Analysis of Law에서 법률과 경제학에 대한 견해를 요약했다.
오늘날 학계에서는 우파로 일반적으로 볼 수 있지만 그의의 실용주의, 그의 제한적인 도덕적 상대주의 및 도덕적 회의론, 니체의 사상에 대한 애정은 그를 대부분의 미국 보수주의자들과 구별시켰다.

## 같이 보기
- 미국 철학

## 참고 문헌
1. ↑  Witt, John Fabian (2016년 10월 7일). “The Provocative Life of Judge Richard Posner”. 《The New York Times》 (미국 영어). ISSN 0362-4331. 2019년 9월 25일에 확인함.
2. ↑  “The judicial philosophy of Richard Posner”. 《The Economist》. 2017년 9월 9일. ISSN 0013-0613. 2019년 9월 25일에 확인함.
3. ↑  “Judge Richard Posner explains why we should "burn all copies of the Bluebook"”. 《The Washington Post》.
4. ↑  “Swan Song of a Great Colossus: The Latest from Richard Posner”. 《Law & Liberty》 (미국 영어). 2019년 5월 13일. 2019년 9월 25일에 확인함.
5. ↑  “Federal Judge Richard Posner, A Leading Legal Voice, Retiring From Bench”. 《NPR.org》 (영어). 2019년 9월 25일에 확인함.
6. 1 2 3  Parloff, Roger (2000년 1월 10일). “The Negotiator: No one doubts that Richard Posner is a brilliant judge and. ...”. 《Fortune Magazine》. 2008년 10월 17일에 확인함.
7. 1 2  Brinkley, Joel (1999년 11월 20일). “Microsoft Case Gets U.S. Judge As a Mediator”. 《The New York Times》. 2008년 10월 17일에 확인함.
8. ↑  Witt, John Fabian (2016년 10월 7일). “The Provocative Life of Judge Richard Posner”. 《The New York Times》 (미국 영어). ISSN 0362-4331. 2017년 6월 9일에 확인함.
9. ↑  See Richard A. Posner, An Affair of State: The Investigation, Impeachment, and Trial of President Clinton (2000), ISBN 978-0674003910.
10. ↑  “Debates on the War with Iraq”. 《Richard Posner / George P. Fletcher debate》. Columbia School of Law. 2002년 11월 1일. 2017년 4월 22일에 원본 문서에서 보존된 문서. 2016년 9월 16일에 확인함.
11. ↑  Posner, Richard (1998). “The Problematics of Moral and Legal Theory”. 《Harvard Law Review》 111 (7): 1637, 1642–46. doi:10.2307/1342477. JSTOR 1342477. (clarifying his moral positions)